# Milwaukee Bucks 1968-1969
La stagione 1968-69 dei Milwaukee Bucks fu la 1ª nella NBA per la franchigia.
I Milwaukee Bucks arrivarono settimi nella Eastern Division con un record di 27-55, non qualificandosi per i play-off.

## Roster
| N° | Naz.                   | Ruolo | Sportivo        | Anno | Alt. | Peso |
| -- | ---------------------- | ----- | --------------- | ---- | ---- | ---- |
| 3  | Stati Uniti (bandiera) | G     | Sam Williams    | 1945 | 191  | 82   |
| 4  | Stati Uniti (bandiera) | A     | Greg Smith      | 1947 | 196  | 88   |
| 5  | Stati Uniti (bandiera) | G     | Guy Rodgers     | 1935 | 183  | 84   |
| 9  | Stati Uniti (bandiera) | A     | Bob Love        | 1942 | 203  | 98   |
| 10 | Stati Uniti (bandiera) | GA    | Bob Warlick     | 1941 | 196  | 91   |
| 12 | Stati Uniti (bandiera) | A     | Jay Miller      | 1943 | 196  | 93   |
| 14 | Stati Uniti (bandiera) | GA    | Jon McGlocklin  | 1943 | 196  | 93   |
| 15 | Stati Uniti (bandiera) | AC    | Wayne Embry     | 1937 | 203  | 109  |
| 16 | Stati Uniti (bandiera) | AC    | Don Smith       | 1946 | 206  | 107  |
| 17 | Stati Uniti (bandiera) | AC    | Charlie Paulk   | 1946 | 203  | 99   |
| 19 | Stati Uniti (bandiera) | C     | Dick Cunningham | 1946 | 208  | 111  |
| 20 | Stati Uniti (bandiera) | A     | Dave Gambee     | 1937 | 198  | 98   |
| 20 | Stati Uniti (bandiera) | C     | Rich Niemann    | 1946 | 213  | 111  |
| 21 | Stati Uniti (bandiera) | G     | Flynn Robinson  | 1941 | 185  | 84   |
| 21 | Stati Uniti (bandiera) | G     | Bob Weiss       | 1942 | 188  | 82   |
| 44 | Stati Uniti (bandiera) | AC    | Fred Hetzel     | 1942 | 203  | 100  |
| 50 | Stati Uniti (bandiera) | AC    | Len Chappell    | 1941 | 203  | 109  |

## Staff tecnico
- Allenatore: Larry Costello
- Vice-allenatore: Tom Nissalke